# André Bonin
Pour les articles homonymes, voir Bonin.
André Bonin, né le 10 mars 1909 à Granville et mort le 7 septembre 1998 à Paris 10e, est un escrimeur français, ayant pour arme le fleuret.
Il est sacré champion olympique d'escrime en fleuret par équipes aux Jeux olympiques d'été de 1948 à Londres et champion du monde d'escrime en 1947 à Lisbonne.